# Богра, Мухаммад Али
Мухаммад Али Богра (бенг. মোহাম্মদ আলী বগুড়া; урду محمد علی بوگرہ‎; 19 октября 1909, Барисал, Бенгальское президентство, Британская Индия — 23 января 1963, Дакка, Пакистан) — пакистанский государственный деятель, премьер-министр Пакистана (1953—1955).

## Биография

### Ранние годы. Политическая и дипломатическая карьера
Родился в знатной бенгальской семье, которая была известны как «Наваб Богра», традиционно очень близкая к английской монархии. Его отец занимал пост вице-президента фракции Мусульманской лиги в Восточной Бенгалии. Его дед Сайед Наваб Али Чоудхури, один из основателей Даккского университета, стал первым бенгальским мусульманином, который был назначен министром.
В 1930 году окончил президентский колледж Калькуттского университета с присвоением степени бакалавра политических наук. Был влиятельным набобом, активистом Всеиндийской мусульманской лиги.
В 1937 году был избран в Законодательное собрание Бенгалии от Всеиндийской мусульманской лиги. С 1938 по 1942 год был председателем округа Богра. В 1943 году стал парламентским секретарём главного министра Бенгалии Хаваджа Назимуддина. В 1946 году он был назначен министром здравоохранения, финансов и местного самоуправления Бенгалии. На этом посту основал Медицинский колледж Дакки и Медицинский колледж Калькутта-Лейк.
Поддержал призыв Мусульманской лиги к созданию Пакистана через раздел Британской Индии. После создания государства Пакистан в 1947 году был избран в Учредительное собрание Пакистана. Выступал противником ущемления бенгальского языка, что вызвало недовольство губернатора Мухаммада Али Джинны. В 1948 году был назначен послом в Бирме, на этом посту он выразил обеспокоенность по поводу экспансии коммунистов в Пакистане, предположив, что если правительство Бирмы преуспеет в подавлении коммунистов, вполне возможно, что они могут сместить центр своих усилий в Пакистан. В 1949 году был назначен послом в Канаду.
В 1952 году был назначен послом Пакистана в США. Большинство экспертов возглашают на него ответственность за последующую зависимость страны от Соединённых Штатов, стремился добиться максимального усиления военной и экономической помощи Пакистану. Сформулировал идею «прифронтового государства» в борьбе против сдерживания экспансии коммунистического строя в мире. Транслировал американскому истеблишменту «ключевое сообщение» о том, что пакистанские военные — единственные военные в регионе, которые борются против экспансии Советского Союза.

### На посту премьер-министра Пакистана
Нарастание внутриполитических проблем — протесты против дискриминации бенгальского языка, рост популярности «левых идей», беспорядки в Лахоре, направленные против религиозного меньшинства Ахмадийе стали определяющими факторами, которые привели в апреле 1953 года к отставке премьер-министра Хаваджи Назимуддина. В этих условиях он был отозван из Вашингтона для консультаций и вскоре генерал-губернатор Мухаммад Гулам предложил ему возглавить правительство страны.
В апреле 1953 года он был назначен премьер-министром Пакистана после того как генерал-губернатор Гулам Мухаммад уволил Хаваджа Назимуддина. Этот пост он занял неохотно, поскольку был относительно неизвестной фигурой в национальной политике, одновременно занял должность министра иностранных дел и министра обороны Пакистана. Через три дня после его назначения премьер-министром, президент США Дуайт Эйзенхауэр приказал отправить несколько тысяч тонн пшеницы в Пакистан, а государственный секретарь США Джон Фостер Даллес назвал Пакистан «оплотом свободы в Азии». В период своего пребывания в должности подписал несколько договоров с США.
Между тем, на всеобщих выборах в Восточном Бенгалии 1954 года победу одержала оппозиция во главе с Фазл-уль-Хаком, которая добивалась независимости Восточной Бенгалии. Правительство Пакистана сместило кабинет Восточной Бенгалии, было введено прямое правления генерал-губернатора.
На посту главы правительства взял на себя инициативу (по некотором оценкам, под давлением Соединённых Штатов) по решению кашмирского спора с Индией. Во время коронации королевы Елизаветы II провёл встречу с премьер-министром Индии Джавахарлалом Неру. Затем политики обменялись государственными визитами и между ними установились хорошие взаимоотношения. Лидеры двух стран в конечном итоге договорились о плебисците в индийском Кашмире, но эту идею не удалось реализовать из-за потери премьер-министром Пакистана поддержки со стороны левого политического фланга страны. На Бандунгской конференции в Индонезии (1955) провёл первые переговоры между Пакистаном и КНР. В то же время проводил политику сближения с Соединёнными Штатами, подписан несколько двусторонних договоров.
Во внутренней политике его приоритетом стало принятие Конституции. В октябре 1953 года он внёс в Учредительное собрание предложения о создании федеративной парламентской республики, получившие название «Формула Богры». Глава правительства предложил создать двухпалатный парламент с равным представительством от пяти провинций страны: Пенджаба, Хайбер-Пахтунхва, Белуджистана, Синда и Бенгалии. В соответствии с ней, большее количество избирательных округов было предоставлено Бенгалии, которая имела 165 зарезервированных мест в отличие от Пенджаба, в котором было 75, Хайбер-Пахтунхва, в котором было 24, Синд, в котором было 19, и Белуджистана, который имел 17 зарезервированных мест. Племенные районы, столичная область Карачи, Бахавалпур, Хайпур, Союз Белуджистана были объединены в 24 зарезервированных места. «Формула Богра» упраздняла должность генерал-губернатора, который представлял британскую монархию в стране, которая должна была быть постом президента. Президент должен был избираться на срок 5 лет Коллегией выборщиков, образованной обеими палатами: Национальным собранием и Сенатом. Наделённый дополнительными полномочиями Верховный суд должен был вытеснить с поля государственного арбитра духовенство. Эти инициативы получили широкую общественную поддержку в Восточном и Западном Пакистане. Однако у элиты страны эти идеи вызвали неоднозначную реакцию и была предложена новая программа «Единое целое» (One Unit). Это была принципиально другая идея — интегрирования провинций в единое национальном государство, в которому не будет и бенгальцев, ни пенджабцев, ни синдхов, ни патанов, ни белуджей, ни бахавалпури, ни хайрпури, а будут только пакистанцы.
Однако в 1954 году новый генерал-губернатор Пакистана Искандер Мирза при поддержке военных сначала распустил Учредительное собрание, а в августе 1955 года вынудил уйти в отставку премьер-министра, которого сменил Чоудхури Мухаммад Али.
После отставки с должности премьер-министра, он был вновь назначен послом в США и находился на этом посту до 1959 года.
В 1962—1963 годах непродолжительное время занимал пост министра иностранных дел Пакистана. Вскоре после своего назначения он посетил Китай, где начал переговоры с китайским руководством, которое в конечном итоге привело к историческому и мирному урегулированию с Китаем и демаркацией северных границ страны. Проводил проамериканский внешнеполитический курс, но после поддержки Западом Индии в период Китайско-индийской пограничной войны (1962) прилагал усилия для улучшения отношений с Советским Союзом. Был в Москве с официальным визитом, после которого повторил известную формулу, что у Пакистана нет друзей и врагов, а есть только национальные интересы.
Неожиданно его здоровье резко ухудшилось и через год после назначения на пост министра иностранных дел он скончался. Похоронен на территории дворца Богора Наваб в Бангладеш.

## Семья
Он был женат дважды: его первой женой была Бегум Хамида Мохаммед Али, с которой у него было два сына. В 1955 году он женился на Алии Садди. Его второй брак привёл к массовым протестам против многожёнства со стороны женских организаций страны.